# 1 Timóteo 6
1 Timóteo 6 é o sexto e último capítulo da Primeira Epístola a Timóteo, de autoria do Apóstolo Paulo, que faz parte do Novo Testamento da Bíblia.

## Estrutura
I. Conselhos referentes à administração ministerial (continuação de 1 Timóteo 5)
1. Deveres dos servos, v. 1,2
2. O dever de separar-se dos mestres contenciosos, v. 3-5
3. As bênçãos do contentamento, v. 6-8
4. O perigo das riquezas e o dever de evitar a cobiça, de buscar virtudes cristãs e de combater “o bom combate da fé”, v. 9-12
5. Dever solene do jovem evangelista de manter pura a doutrina até a aparição do Rei dos reis, v. 13-16
6. Timóteo deve exortar os ricos a não serem orgulhosos, a não confiar em si próprios e a que façam o bem e ajuntem tesouros nos céus, v. 17-19
7. O dever final de ser fiel e de evitar falsas doutrinas, v. 20,21